# 黃濟 (畫家)
黄济（？—15世纪），字克美，福建福州府侯官县人，明朝画家。约在宣德（1426年－1435年）前后为宫廷画家，官至仁智殿锦衣镇抚。善画人物画，风格豪放，颇得元代颜辉意韵。

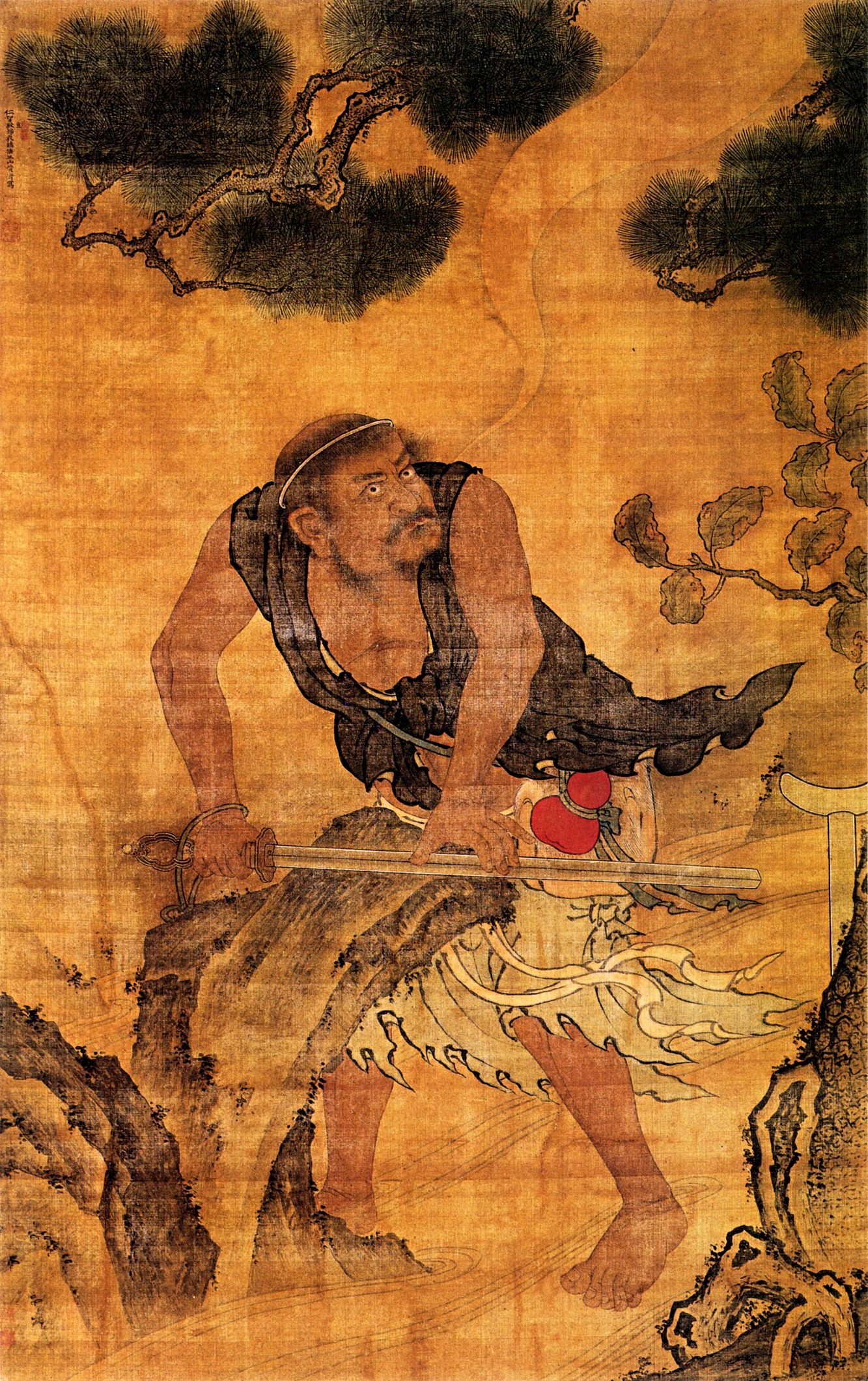
黄济《砺剑图》，现藏北京故宫博物院